# Lisignago
Lisignago är en ort och frazione i kommunen Cembra Lisignago i provinsen Trento i regionen Trentino-Sydtyrolen i Italien. 
Lisignago upphörde som kommun den 1 januari 2016 och bildade med den tidigare kommunen Cembra den nya kommunen Cembra Lisignago. Den tidigare kommunen hade 538 invånare (2015).